# Glace au safran
Glace au safran (en persan : بستنی سنتی) est une glace iranienne à base de lait, d'œufs, de sucre, d'eau de rose, de safran, de vanille et de pistaches. Il est largement connu sous le nom de glace persane. La glace au safran contient souvent des flocons de crème caillée congelée,. Parfois, le salep est inclus comme ingrédient.